# Elasmosoma michaeli
Elasmosoma michaeli (лат.) — вид паразитических перепончатокрылых насекомых из трибы Neoneurini семейства браконид (Braconidae).

## Распространение
Обитают на территории США, штаты: Вайоминг, Вашингтон, Орегон.

## Описание
Бракониды чёрного цвета с желтоватыми краями 2-го тергита. Клипеус, лабрум и мандибулы белые или жёлтые. Длина около 2 мм. Эндопаразитоиды взрослых особей муравьёв Formica obscuripes Forel в Вайоминге и Вашингтоне и паразитоиды муравьёв Formica obscuriventris clivia Creighton в Орегоне.